# Šivaismus

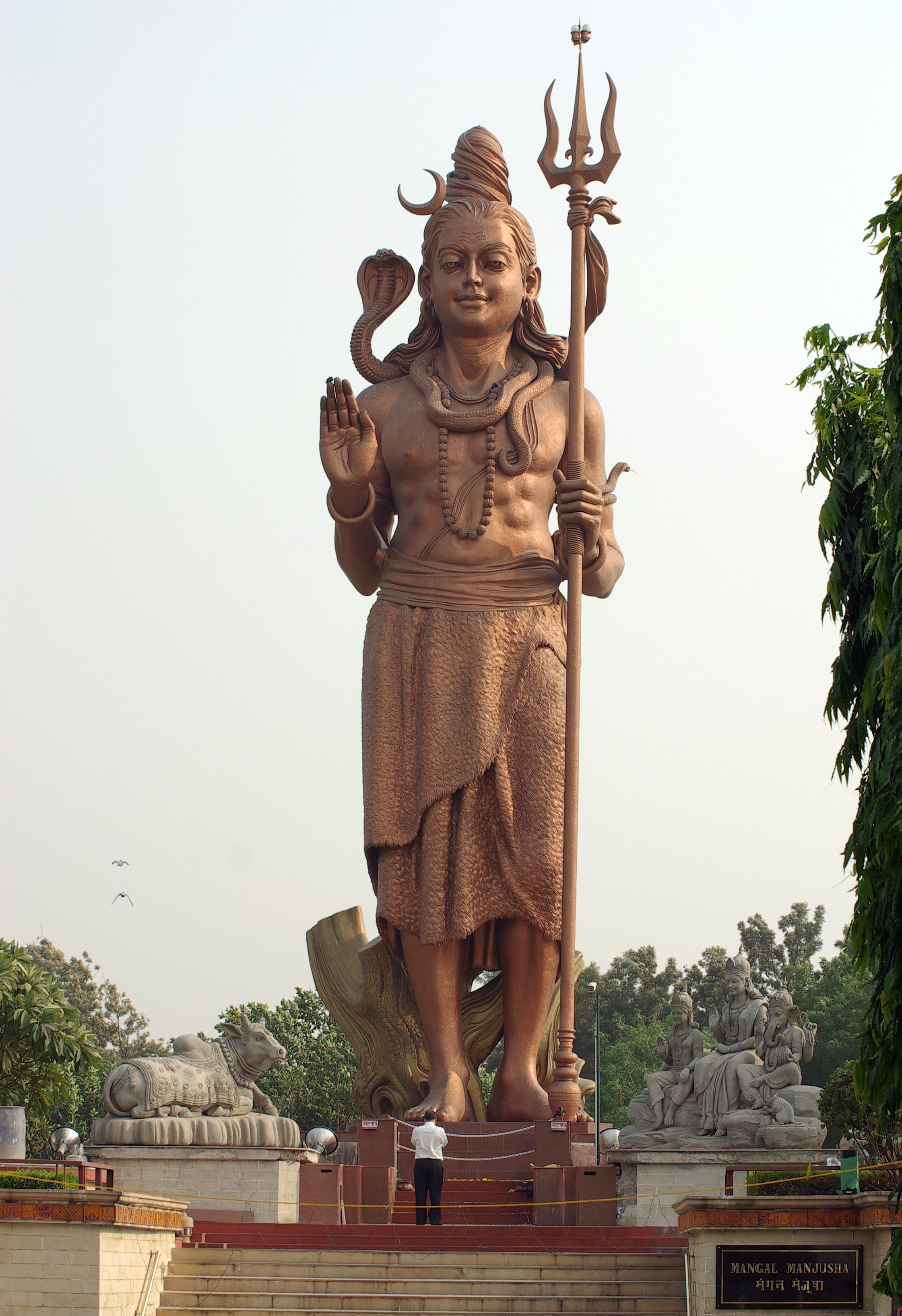
Socha Šivy v indickém Dillí

Šivaismus (v sanskrtu शैव दर्शन - Šaiva Dharma) je forma hinduismu, která se zaměřuje výhradně na boha Šivu. Šivaismus je rozšířen v některých částech jižní Asie a je filosoficky dobře propracován. Obě jeho nejdůležitější odnože, jihoindická Šaiva Siddhánta i kašmírská Pratja Bhidžňa, jsou teistické v tom smyslu, že připouštějí osobního boha, a zároveň monistické, protože považují božství (brahman) za konečnou realitu a všechny ostatní skutečnosti za totožné s božskou tvůrčí energií.

## Historické kořeny šivaismu
Kořeny šivaismu spadají do doby 3. až 6. století př. n. l., kdy se z védské tradice a šramanského hnutí začala vyvíjet první náboženská koncepce šivaismu v podobě védského manuskriptu zvaného Švétašvatara Upanišad a šramanské tradice zvané Nandinátha Sampradája. Ve Švétašvatara Upanišadu bylo jméno Šiva, předtím užívané jen jako přídomek některých védských bohů, povýšeno na přídomek či duchovní aspekt monoteistického Boha Íšvary, panteistického Božství brahma či jeho Ducha (Puruša) Íšana či Íša. Z řádu Nandinátha Sampradája pak vzešlo hnutí Šiva Bhagavata ("Ctitelé Šivy"), poprvé zmíněné v Pataňdžaliho spisu Mahábhásja z 2. století př. n. l. Zakladatel řádu Mahárši Nandi Nátha, zvaný též Šrí Nandikéšvara, vyslal podle tradice osm svých učedníků do světa šířit své poselství o Šivovi, z něhož posléze vzešla raně šivaistická škola Šaiva Siddhánta ("Doktrína šivaismu"). Ve středověku se v tamilské tradici tantrického šivaismu rozdělila na dvě školy - nedualistickou (advaita) školu Tirumulara a dualistickou (dvaita) školu Meykandara.
Šivaismus navázal na védský kult bouřného boha Rudry (Rudra - sanskrt. "Ten Řvoucí" či "Hřmící"), od něhož převzal ikonografii antropomorfního boha s trojzubcem.

## Vývojové linie šivaismu
Někdy v prvních stoletích n. l. se šivaismus rozdělil na první raně šivaistické sekty a na dvě základní vývojové větve, které jsou známy jako tzv. mantra márga ("stezka modlitby") a ati márga ("krajní stezka"). Co do charakteristické duchovní praxe jsou ekvivalentní pozdějšímu tantrickému rozlišení dakšina márgy ("pravoruká stezka") a váma márgy ("levoruká stezka"). Známější je v západním světě spíše extrémní levoruká stezka šivaismu, která má svůj počátek v sektě Pašupata či Lákula. Je reprezentovaná především navazujícími sektami jako Kálamukha ("Ti s černými tvářemi") nebo Kápalika ("Ti, co nosí lebku"), které jsou známé svými praktikami, podobnými satanistickým kultům a vykonávanými v rozporu s Dharmou (porušujícími védská pravidla). Jde o rituální akty jako krvavé usmrcení kozy, pití různých sekretů (krev a mužské a ženské pohlavní tekutiny) z urvané lidské lebky nebo křtění v krvi a pomazávání se směsí popela z lidské mrtvoly a výkalů z býka. Naproti tomu pravoruká stezka modliteb, která má svůj původ v sektě Šaiva či Íšani, je v šivaismu zase podobná spíše křesťanské zbožnosti. Rozdíl mezi oběma směry symbolizují také preferované aspekty uctívaného Boha - u mantra márgy Šiva ("Ten Laskavý" či "Milostivý") či Íšana ("Pán-Spasitel") a u ati márgy Rudra ("Ten Řvoucí" či "Hřmící") či Bhairava ("Ten Strašlivý" či "Příšerný").

## Nejstarší šivaistické sekty
Mystický řád Nandinátha Sampradája představuje počátek šivaistického hnutí, jehož patrně nejstaršími teologickými školami jsou Pašupata a Šaiva. Školu Pašupata založil na kultu boha s pěti manifestacemi zvaného Pašupati Nátha ("Ochránce Pašupati", tj. "Pán tvorů") jogín Lakuliša (2. století n. l.), od něhož odvozuje původ sekta Lákula. Nejvyšší manifestací Pašupatiho Náthy je Íšana, na jehož kultu stála sekta Íšani ve škole Šaiva.
V tamilské poémě Manimekalai, napsané buddhistickým básníkem Čithalaiem Čathanarem ve 3. až 6. století n. l., se vyskytuje odkaz na indické křesťany apoštola Tomáše (Nasrani) jako na Issani. Jedna teorie říká, že jde o tamilskou přejímku řeckého Essene či hebrejského Chitsoni, označení heterodoxní židovské předkřesťanské sekty z Kumránu, která v 1. století n. l. zmizela z Palestiny. Podle této teorie šlo o Esény, kteří vstoupili do křesťanské církve apoštola Tomáše v Indii a stali se Nazarény. Na druhou stranu, příslušníci tzv. esénské sekty si sami neříkali Essene ani Chitsoni, tak byli pojmenováni řeckými filozofy a židovským kněžstvem. V indickém kontextu je pravděpodobné, že tamilské Issani odráží sanskrtské Íšani. Podle této teorie byli křesťané apoštola Tomáše původně členy šivaistické obce v Indii.

## Šaiva Siddhánta
Idea tzv. Šaiva Siddhánty ("Doktríny šivaismu") pochází až od Nandiho Náthy. Současná Šaiva Siddhánta se dochovala ve dvojí tamilské tradici - Advaita (nedualistická), reprezentovaná Tirumularem, a Dvaita (dualistická), reprezentovaná Meykandarem. Šaiva Siddhánta rozeznává tři kategorie skutečnosti: boha, duši a hmotu. Svrchovaná skutečnost se nazývá Šiva; od věčnosti spočívá v sobě samém a je kvalitativně odlišný jak od duše, která má vědomí a je závislá, tak od hmoty, která je nevědomá. Šiva je věčný, čistý a dokonalý duch. Po vzoru védského Rudry se také nazývá Pašupati („Pán tvorů“). Beztvaré božství (brahma) bere na sebe různé podoby ze soucitu a lásky k tvorům, kteří jej nemohou uctívat v jeho transcendentní nerozlišenosti bez rozlišujících znaků (tzv. nirguna brahma). Pán tvorů jedná prostřednictvím své zosobněné vědomé síly či moci (šakti).
Duše jsou z božské podstaty (brahma), z které pocházejí, věčné a nekonečné, protože co do této univerzální podstaty nejsou omezeny časem a prostorem. Svou rozumnou činností mají účast na této božské podstatě; tuto účast však ztrácejí, jsou-li poutány hmotným světem. Tkanivo pout je trojnásobné: nevědomost, kosmická iluze a plody činů (plodonosná činnost, karma). Osvobození (mókša) znamená zbavit se těchto pout. Prostředky k osvobození jsou duchovní zasvěcení, plnění etických a společenských předpisů, jógická cvičení a správné jednání. Nejdůležitější je však Šivova milost, která vede člověka k osvobození z koloběhu rození a smrti (samsára). Ztělesněním této milosti je Íšana.

## Siddha Siddhánta
Založena v rámci tradice tzv. náthovských jogínů (sanskrt. Nátha Sampradája - "Tradice Ochránců") jogínem Matsjendra Náthou (zhruba 10. století) a jeho žákem Górákša Náthou. Završila starší jogínskou tradici Siddha Sampradája ("Tradice Dokončených"). Učila monistickou filozofii Bhedabheda, zahrnující jak představu transcendentního Šivy, tak imanentního Šivy. Šiva v tomto systému vystupoval jako prvotní příčina materiální existence (pradhana). Stvoření vesmíru a duší a jejich návrat do Šivy spočinutím v brahmanu byly v systému Siddha Siddhánty popsány jako vznik bublin z vody a jejich návrat zpět do vody. Tato škola šivaismu byla vlivná v Nepálu, Uttara Pradéši, Biháru a Západním Bengálsku.

## Šaiva Daršana
Na rozdíl od předchozích dvou monistických škol je Šaiva Daršana, nejstarší šivaistická sekta v severní Indii, která vytvořila uzavřený filosofický systém, dualistická. Hlásal ji v 9. století Sadjódžóti v Kašmíru, odkud se rozšířila do Gudžarátu a Málvy a později pronikla až do jižní Indie.
Rozlišuje duše a hmotný svět. Duše, svou přirozeností vševědoucí a všemohoucí, není jen poznávající, ale i činná. Bůh je duše, která se těší vševědoucnosti a všemohoucnosti od věčnosti a nikdy nebyla v jiném stavu. U ostatních tvorů jsou tyto vlastnosti ochromeny poskvrněností hmotou, takže jsou závislí na boží milosti. Ta jediná je může dovést k vykoupení; žáka přitom postupně vede zasvěcováním duchovní učitel (guru), zástupce boha či projevený bůh.

## Trika Daršana
Trika Daršana ("Škola tří principů"), nebo také Pratja Bhidžňa ("Jasné Rozpoznání"), v akademických kruzích potom škola tzv. kašmírského šivaismu, vznikla v Kašmíru na přelomu 10. a 11. století a navazuje přímo na Šankaračarjův monismus (advaita védánta) a nepřímo již na Nandikéšvarův monismus (advaita šaiva siddhánta). Podle Frauwallnera je nejdůležitějším systémem, kterému kdy šivaismus dal vzniknout.
Šiva, který je absolutní realitou, tvoří svět nikoli z hmotné příčiny, nýbrž ze své svobodné vůle; tvoření je projev svrchovaného pána tryskající z něho samého. Ve vztahu k světu a k vědomým tvorům je božství jak imanentní, tak transcendentní. Šiva je neměnnou skutečností, která je podkladem celého vesmíru; jeho šakti má nekonečně mnoho aspektů, z nichž hlavní jsou inteligence, blaženost, vůle, poznání a tvořivost.
Individuální duše jako vědomý a činný princip je totožná se Šivou, protože má božské vlastnosti: schopnost poznávat celý vesmír a svobodnou vůli; pod vlivem iluze (májá) se však mylně domnívá, že se od Šivy liší. Proto se člověk osvobodí jasným rozpoznáním (skrt. pratja bhidžňa) své totožnosti se Šivou. Ten, kdo dosáhl osvobození, žije v pokoji a míru se všemi; netouží už po ničem, protože se dostal k cíli lidského života.